# SG Liegnitz
Die SG Liegnitz war ein Sportverein im Deutschen Reich mit Sitz im heutzutage polnischen Legnica.

## Geschichte
Am 8. Mai 1938 trat der Verein in der 1. Vorrunde der Qualifikation zum Tschammerpokal 1938 zuhause gegen die Breslauer SpVgg 02 an; das Spiel konnte mit 3:2 gewonnen werden. Die Mannschaft konnte sich dann aber nicht für die Endrunde qualifizieren.
Zur Saison 1939/40 stieg der Verein aus der 1. Kreisklasse in die Bezirksliga Niederschlesien auf, wo er unter dem Namen Post-SV Liegnitz antrat. In der ersten Saison erreicht die Mannschaft mit 11:13 den Punkten den dritten Platz. In der nächsten Saison war dann nur noch mit 4:14 Punkten der sechste Platz drin. Durch den Rückzug von ein paar anderen Mannschaften hätte der Verein aber sowieso nicht absteigen müssen.
In der Saison 1941/42 erreichte der Verein unter dem Namen Post-SG Liegnitz in der 1. Klasse Niederschlesien mit 5:7 Punkten den dritten Platz der Tabelle. In der nächsten Saison erreichte die Mannschaft mit einem ausgeglichenen Torverhältnis von 11:11 Punkten den vierten Platz. Nach dieser Spielzeit stieg der Verein dann zusammen mit allen anderen, noch nicht abgemeldeten Mannschaften, zur Saison 1943/44 in die Gauliga Niederschlesien auf und wurde dort in die Staffel Liegnitz innerhalb der Gruppe Görlitz/Liegnitz eingegliedert.
Aber hier spielte die Mannschaft unter dem Namen SG Liegnitz. Nach nur ein paar gespielten Partien zog sich die Mannschaft aber vom Spielbetrieb zurück. In der Saison 1944/45 wurde der Spielbetrieb in der Gruppe der SG aber dann auch gar nicht mehr aufgenommen. Spätestens am Ende des Zweiten Weltkriegs wurde der Verein dann auch aufgelöst.